# 1999
1999 (MCMXCIX) là một năm thường bắt đầu vào Thứ sáu của lịch Gregory, năm thứ 1999 của Công nguyên hay của Anno Domini, the năm thứ 999  của thiên niên kỷ 2, năm thứ 99  của thế kỷ 20, và năm thứ  10  và cuối cùng của thập niên 1990. 

## Sự kiện

### Tháng 1
- 1 tháng 1: Ruth Dreifuss trở thành tổng thống Thụy Sĩ.
- 10 tháng 1: Bầu cử quốc hội tại Kazakhstan.
- 25 tháng 1: Động đất tại Colombia, 1.885 người chết.
- 30 tháng 1: MobyGames, trang chuyên biệt về trò chơi điện tử chính thức ra mắt.

### Tháng 2
- 2 tháng 2: Hugo Rafael Chávez Frías trở thành tổng thống của Venezuela
- 27 tháng 2: vua Abdullah II trở thành tổng thống tại Jordan

### Tháng 3
- 28 tháng 3: Động đất tại vùng Tân Cương, Cộng hòa Nhân dân Trung Hoa, Ấn Độ, 100 người chết
- 7 tháng 3: Bầu cử quốc hội tại Guinea Xích Đạo
- 12 tháng 3: Ba Lan, Cộng hòa Séc, Hungary gia nhập khối NATO
- 26 tháng 3:Virus melissa lây nhiễm trên 200.000 máy tính trên thế giới.
- 28 tháng 3: Luis Ángel González Macchi trở thành tổng thống tại Paraguay
- 28 tháng 3: Chương trình Đường lên đỉnh Olympia ra mắt khán giả trên VTV3

### Tháng 4
- 3 – 24 tháng 4: Giải vô địch bóng đá trẻ thế giới 1999 tổ chức tại Nigeria, đội tuyển bóng đá U-20 quốc gia Tây Ban Nha lần đầu tiên giành chức vô địch.
- 20 tháng 4: Vụ xả súng tại trường Columbine

### Tháng 5
- 1 tháng 5: Chú bọt biển tinh nghịch chính thức lên sóng.
- 23 tháng 5: Johannes Rau trở thành tổng thống Đức.
- 26 tháng 5: Manchester United FC vô địch UEFA Champions League 1998–99.
- 28 tháng 5: Rudolf Schuster trở thành tổng thống của Slovakia.

### Tháng 6
- 19 tháng 6 – 10 tháng 7: Giải vô địch bóng đá nữ thế giới 1999 tổ chức tại Hoa Kỳ, đội tuyển bóng đá nữ quốc gia Hoa Kỳ lần thứ 2 giành chức vô địch.

### Tháng 7
- 7 tháng 7: Vaira Vīķe-Freiberga trở thành nữ tổng thống Latvia.
- 24 tháng 7 – 4 tháng 8: Cúp Liên đoàn các châu lục 1999 tổ chức tại México, đội tuyển bóng đá quốc gia México lần đầu tiên giành chức vô địch.

### Tháng 8
- 7 tháng 8: Jean-Claude Juncker tái đắc cử thủ tướng của Đại công quốc Luxembourg
- 17 tháng 8: Động đất tại Thổ Nhĩ Kỳ, khoảng 18.000 người chết, 44.000 người bị thương

### Tháng 9
- 1 tháng 9: Sellapan Rama Nathan trở thành tổng thống của Singapore
- 7 tháng 9: Động đất tại Hy Lạp. 143 người chết
- 14 tháng 9: Nauru là thành viên của Liên Hợp Quốc
- 14 tháng 9: Kiribati là thành viên của Liên Hợp Quốc
- 20 tháng 9: 
  - Palau là thành viên của UNESCO
  - Động đất tại Trung Hoa Dân Quốc, 2297 người chết

### Tháng 10
- 3 tháng 10: Bầu cử quốc hội tại Áo.
- 17 tháng 10: Internet Movie Database, trang cơ sở dữ liệu trực tuyến về điện ảnh thế giới chính thức ra mắt.
- 20 tháng 10: Abdurrahman Wahid trở thành tổng thống Indonesia.
- 24 tháng 10: Zine El Abidine Ben Ali tái đắc cử tổng thống Tunisia.
- 31 tháng 10: Gruzia. Bầu cử quốc hội dân chủ lần thứ hai.

### Tháng 11
- 1 tháng 11:Miền Trung Việt Nam xảy ra đợt Lũ lụt miền Trung Việt Nam tháng 11 năm 1999, mất điện hàng loạt, gây thiệt hại về người và của.
- 3 tháng 11: Aram Sarkissian trở thành lãnh đạo chính phủ Armenia.
- 4 tháng 11: Ilir Meta tái đắc cử thủ tướng Albania.
- 6 tháng 11: Bầu cử tổng thống tại Tajikistan.
- 10 – 27 tháng 11: Giải vô địch bóng đá U-17 thế giới 1999 tổ chức tại New Zealand, đội tuyển bóng đá U-17 quốc gia Brasil lần thứ 2 giành chức vô địch.
- 12 tháng 11: Động đất tại Thổ Nhĩ Kỳ, khoảng 800 người chết.
- 14 tháng 11: Leonid Kutschma tái đắc cử tổng thống của Ukraina.
- 17 tháng 11: Mohamed Ghannouchi trở thành thủ tướng Tunisia.
- 24 tháng 11: Mamadou Tandja trở thành tổng thống của Niger.

### Tháng 12
- 10 tháng 12: Helen Clark trở thành nữ thủ tướng tại New Zealand
- 19 tháng 12: Boris Trajkovski trở thành tổng thống tại Macedonia.
- 23 tháng 12: Đảo chính của quân đội Bờ Biển Ngà.
- 31 tháng 12: Hama Amadou trở thành lãnh đạo chính phủ của Niger.
- 31 tháng 12: Vladimir Putin trở thành tổng thống của Nga.

## Sinh

### Tháng 1
- 2 tháng 1: Gill (Vũ Trường Giang), ca sĩ người Việt Nam
- 10 tháng 1: Mason Mount, cầu thủ bóng đá người Anh
- 14 tháng 1: Luciana Fuster, Hoa hậu Tuổi Teen Người mẫu Peru 2015, Hoa hậu Tuổi Teen Quốc tế 2016, Hoa hậu Hòa bình Peru 2023, Hoa hậu Hòa bình Quốc tế 2023
- 19 tháng 1: Krystyna Pyszková, Hoa hậu Cộng hòa Séc 2022, Hoa hậu Thế giới 2023
- 21 tháng 1: Vương Sở Nhiên, nữ diễn viên, ca sĩ người Trung Quốc

### Tháng 2
- 11 tháng 2: Dino (Lee Chan), ca sĩ và vũ công người Hàn Quốc, thành viên nhóm nhạc Seventeen
- 22 tháng 2: Mina Sue Choi, Á hậu Hàn Quốc 2021, Hoa hậu Trái Đất 2022

### Tháng 3
- 5 tháng 3: Madison Beer, nữ ca sĩ người Mỹ
- 17 tháng 3: Trần Mạnh Hùng, cầu thủ bóng đá người Việt Nam

### Tháng 4
- 5 tháng 4: Nguyễn Hoàng Phương Linh, Hoa hậu Hoàn vũ Việt Nam 2025
- 6 tháng 4: Buitruonglinh (Bùi Trường Linh), ca sĩ người Việt Nam
- 8 tháng 4: José Gomes, cầu thủ bóng đá người Bồ Đào Nha
- 9 tháng 4: Kaity Nguyễn, (Nguyễn Ngọc Bình An), nữ diễn viên điện ảnh người Việt Nam/Mỹ
- 19 tháng 4: Đoàn Văn Hậu, cầu thủ bóng đá Việt Nam
- 20 tháng 4: Hoàng tử George, con trai của hoàng tử Alois của Liechtenstein và Sophie công chúa của Bayern

### Tháng 5
- 4 tháng 5: Lee Su-hyun, nữ ca sĩ người Hàn Quốc, thành viên nhóm nhạc AKMU
- 11 tháng 5: Sabrina Carpenter, ca sĩ, nhạc sĩ, diễn viên người Mỹ
- 27 tháng 5: Lily-Rose Depp, nữ diễn viên, người mẫu người Pháp/Mỹ
- 28 tháng 5: Cameron Boyce, ca sĩ, người mẫu Mỹ (m. 2019)
- 29 tháng 5: Park Ji-hoon, ca sĩ, diễn viên người Hàn Quốc

### Tháng 6
- 1 tháng 6: Technoblade (Alexander), YouTuber người Mỹ (m. 2022)
- 3 tháng 6: Myra Trần (Trần Minh Như), nữ ca sĩ người Việt Nam
- 4 tháng 6: Kim So-hyun, nữ diễn viên người Hàn Quốc
- 7 tháng 6: Khương Thập Thất, nữ Douyin và Kawai người Trung Quốc
- 11 tháng 6: Kai Havertz, cầu thủ bóng đá người Đức
- 23 tháng 6: Hoàng Duyên (Hoàng Thị Mỹ Duyên), nữ ca sĩ người Việt Nam

### Tháng 7
- 12 tháng 7:  K-ICM (Nguyễn Bảo Khánh), nhạc sĩ, nhà sản xuất âm nhạc người Việt Nam
- 18 tháng 7: Diệu Kiên, nữ ca sĩ người Việt Nam
- 20 tháng 7: Alexandra Charlotte Ulrike Maryam Virginia von Hannover, con gái của công chúa Caroline của Monaco và Ernst August hoàng tử của Hannover
- 23 tháng 7: ADC (Trần Đức Chiến), vận động viên thể thao điện tử người Việt Nam
- 24 tháng 7: Nông Thúy Hằng, Hoa hậu các Dân tộc Việt Nam 2022, Á hậu Hữu nghị Quốc tế 2023

### Tháng 8
- 11 tháng 8: Jasmin Selberg, Hoa hậu Quốc tế 2022
- 14 tháng 8: Fran García, cầu thủ bóng đá người Tây Ban Nha
- 12 tháng 8: Dream (Clay), Youtuber người Mỹ
- 21 tháng 8: Khánh Vy, YouTuber, dẫn chương trình người Việt Nam
- 28 tháng 8: Nikolai William Alexander Frederik, hoàng tử của Đan Mạch, con trai của hoàng tử Joachim của Đan Mạch và Alexandra Manley

### Tháng 9
- 3 tháng 9: Đặng Thanh Ngân, nữ diễn viên, người mẫu người Việt Nam, Á hậu Đại dương Việt Nam 2017, Á hậu Siêu quốc gia 2023
- 21 tháng 9: Vương Tuấn Khải, ca sĩ, diễn viên, người mẫu người Trung Quốc, thành viên nhóm nhạc TFBoys
- 22 tháng 9: Kim Yoo-jung, nữ diễn viên người Hàn Quốc
- 28 tháng 9: Hieuthuhai (Trần Minh Hiếu), ca sĩ, rapper người Việt Nam
- 29 tháng 9: Juan Valentin Urdangarín Borbón, con trai của Cristina của Tây Ban Nha và Iñaki Urdangarín
- 30 tháng 9: Huỳnh Nguyễn Mai Phương, Hoa khôi Đại học Đồng Nai 2018, Hoa hậu Thế giới Việt Nam 2022

### Tháng 11
- 14 tháng 11: Nguyễn Quỳnh Anh, nữ siêu mẫu người Việt Nam

### Tháng 12
- 21 tháng 12:
  - Tùng Maru (Hồ Lê Thanh Tùng), ca sĩ, vũ công người Việt Nam, cựu thành viên nhóm nhảy St. 319, thành viên nhóm nhạc Uni5
  - T.R.I (Nguyễn Đức Trí), ca sĩ, rapper người Việt Nam

## Mất

### Tháng 1
- 2 tháng 1: Rolf Liebermann, nhà soạn nhạc Thụy Sĩ (s. 1910)
- 5 tháng 1: Rolf Gutbrod, kiến trúc sư Đức (s. 1910)
- 6 tháng 1: Ingeborg Wurster, nữ nhà báo Đức (s. 1931)
- 10 tháng 1: Brian Moore, nhà văn, tác giả kịch bản (s. 1921)
- 11 tháng 1: Fabrizio De André, nhà soạn nhạc Ý (s. 1940)
- 13 tháng 1: Karl Lieffen, diễn viên Đức (s. 1926)
- 14 tháng 1: Jerzy Grotowski, đạo diễn phim Ba Lan (s. 1933)
- 14 tháng 1: Muslimgauze, nhạc sĩ Anh (s. 1961)
- 16tháng 1:(Đại tướng Đoàn Khuê) (s.1923)
- 18 tháng 1: Otto Föllinger, giáo sư Đức (s. 1924)
- 18 tháng 1: Günter Strack, diễn viên Đức (s. 1929)
- 23 tháng 1: Joe D'Amato, đạo diễn phim Ý (s. 1936)
- 25 tháng 1: Rudi Glöckner, trọng tài bóng đá Đức (s. 1929)
- 26 tháng 1: August Everding, đạo diễn phim Đức (s. 1928)
- 27 tháng 1: Gonzalo Torrente Ballester, nhà văn Tây Ban Nha (s. 1910)
- 28 tháng 1: František Vláčil, đạo diễn phim Séc (s. 1924)
- 31 tháng 1: Barış Manço, nam ca sĩ Thổ Nhĩ Kỳ, nhà soạn nhạc (s. 1943)

### Tháng 2
- 2 tháng 2: August Neuburger, chính khách Đức (s. 1902)
- 3 tháng 2: Juan Amenábar, nhà soạn nhạc Chile (s. 1922)
- 5 tháng 2: Rembert van Delden, chính khách Đức (s. 1917)
- 5 tháng 2: Wassily Leontief, nhà kinh tế học, Giải thưởng Nobel (s. 1906)
- 6 tháng 2: Erwin Blask, vận động viên điền kinh Đức (s. 1910)
- 6 tháng 2: Umberto Maglioli, đua xe Ý (s. 1928)
- 7 tháng 2: Hussein I, từ 1952 đến 1999 là vua của Jordan (s. 1935)
- 10 tháng 2: Louise Piëch, nữ doanh nhân Áo (s. 1904)
- 11 tháng 2: Jaki Byard, nhạc sĩ nhạc jazz Mỹ (s. 1922)
- 12 tháng 2: Heinz Schubert, diễn viên Đức (s. 1925)
- 15 tháng 2: Henry W. Kendall, nhà vật lý học Mỹ, nhận Giải thưởng Nobel (s. 1926)
- 18 tháng 2: Wilhelm Wehren, chính khách Đức (s. 1914)
- 18 tháng 2: Andreas Feininger, nhiếp ảnh gia Mỹ (s. 1906)
- 20 tháng 2: Sarah Kane, nữ đạo diễn phim Anh (s. 1971)
- 21 tháng 2: Gertrude Belle Elion, nhà khoa học Mỹ, nhận Giải thưởng Nobel (s. 1918)
- 23 tháng 2: Heinrich Schmid, nhà ngôn ngữ học (s. 1921)
- 25 tháng 2: Glenn Theodore Seaborg, nhà hóa học Mỹ (s. 1912)
- 27 tháng 2: Stéphane Sirkis, nhạc sĩ Pháp (s. 1959)

### Tháng 3
- 2 tháng 3: Dusty Springfield, nữ ca sĩ nhạc soul Anh (s. 1939)
- 4 tháng 3: Fritz Honegger, chính khách Thụy Sĩ (s. 1917)
- 5 tháng 3: Alfred Denning, quan toà Anh (s. 1899)
- 6 tháng 3: Klaus Gysi, chính khách Đức (s. 1912)
- 7 tháng 3: Stanley Kubrick, đạo diễn phim Mỹ (s. 1928)
- 10 tháng 3: Oswaldo Guayasamín, họa sĩ, nhà điêu khắc (s. 1919)
- 13 tháng 3: Gary Jennings, nhà văn Mỹ (s. 1928)
- 17 tháng 3: Boleslaw Barlog, đạo diễn sân khấu Đức (s. 1906)
- 18 tháng 3: Adolfo Bioy Casares, nhà văn Argentina (s. 1914)
- 19 tháng 3: José Agustín Goytisolo, thi sĩ Tây Ban Nha (s. 1928)
- 22 tháng 3: David Strickland, diễn viên Mỹ (s. 1969)
- 28 tháng 3: Rolf Ludwig, diễn viên Đức (s. 1925)

### Tháng 4
- 9 tháng 4: Raúl Silva Henríquez, tổng Giám mục của Santiago de Chile, Hồng y Giáo chủ (s. 1907)
- 13 tháng 4: Ortvin Sarapu, kỳ thủ New Zealand gốc Estonia. (s. 1924)
- 13 tháng 4: Willi Stoph, chính khách Đức (s. 1914)
- 16 tháng 4: Skip Spence, nhạc sĩ nhạc rock Mỹ (s. 1946)
- 16 tháng 4: Karl Schefold, nhà khảo cổ học (s. 1905)
- 18 tháng 4: Gian-Carlo Rota, nhà toán học
- 24 tháng 4: Walter Dreizner, nhiếp ảnh gia Đức (s. 1908)
- 27 tháng 4: Rolf Landauer, nhà vật lý học (s. 1927)
- 28 tháng 4: Arthur L. Schawlow, nhà vật lý học Mỹ (s. 1921)

### Tháng 5
- 2 tháng 5: Oliver Reed, diễn viên Anh (s. 1938)
- 6 tháng 5: Higashiyama Kaii, họa sĩ phong cảnh Nhật Bản (s. 1908)
- 8 tháng 5: Dirk Bogarde, diễn viên Anh (s. 1921)
- 9 tháng 5: Harry Blech, nhạc trưởng Anh (s. 1910)
- 11 tháng 5: Werner Fuchs, cầu thủ bóng đá Đức, huấn luyện viên (s. 1948)
- 18 tháng 5: Elizabeth Robinson, nữ vận động viên điền kinh Mỹ, huy chương Thế Vận Hội (s. 1911)
- 22 tháng 5: Alfred Kubel, chính khách Đức (s. 1909)
- 26 tháng 5: Paul Sacher, nhạc trưởng Thụy Sĩ (s. 1906)
- 27 tháng 5: Violet Webb, nữ vận động viên điền kinh Anh, huy chương Thế Vận Hội

### Tháng 6
- 1 tháng 6: Christopher Cockerell, kĩ sư Anh, nhà phát minh (s. 1910)
- 1 tháng 6: Gert Ledig, nhà văn Đức (s. 1921)
- 2 tháng 6: Junior Braithwaite, nhạc sĩ Jamaica, Wailers (s. 1949)
- 5 tháng 6: Ernie Wilkins, nhạc sĩ nhạc jazz Mỹ (s. 1922)
- 6 tháng 6: Anne Haddy, dien viên Australia (m. 1930)
- 11 tháng 6: DeForest Kelley, diễn viên Mỹ (s. 1920)
- 11 tháng 6: Reinhold Massag, tác giả Đức, diễn viên (s. 1943)
- 14 tháng 6: Hann Trier, họa sĩ Đức, nghệ sĩ tạo hình (s. 1915)
- 16 tháng 6: Screaming Lord Sutch, nhạc sĩ Anh, chính khách (s. 1940)
- 18 tháng 6: Lothar Ulsaß, cầu thủ bóng đá Đức (s. 1940)
- 19 tháng 6: Leslie Holdridge, nhà thực vật học Mỹ, nhà khí hậu học (s. 1907)
- 21 tháng 6: Karl Krolow, nhà văn Đức (s. 1915)
- 22 tháng 6: Luboš Fišer, nhà soạn nhạc Séc, đạo diễn phim (s. 1935)
- 27 tháng 6: Truus van Aalten, nữ diễn viên Hà Lan (s. 1910)
- 27 tháng 6: Siegfried Lowitz, diễn viên Đức (s. 1914)
- 27 tháng 6: Georgios Papadopoulos, chính khách Hy Lạp (s. 1919)
- 28 tháng 6: Hilde Krahl, nữ diễn viên Áo (s. 1917)
- 28 tháng 6: Mrs. Miller, nữ ca sĩ Mỹ (s. 1907)

### Tháng 7
- 1 tháng 7: Joshua Nkomo, chính khách (s. 1917)
- 1 tháng 7: Edward Dmytryk, đạo diễn phim Mỹ (s. 1908)
- 1 tháng 7: Sylvia Sidney, nữ diễn viên Mỹ (s. 1910)
- 6 tháng 7: Joaquín Rodrigo, nhà soạn nhạc Tây Ban Nha (s. 1901)
- 8 tháng 7: Charles Conrad, nhà du hành vũ trụ Mỹ (s. 1930)
- 9 tháng 7: Karl Adam, cầu thủ bóng đá Đức (s. 1924)
- 10 tháng 7: Theodor Eschenburg, nhà chính trị học Đức, nhà xuất bản (s. 1904)
- 10 tháng 7: Đinh Núp, Anh hùng Lực lượng vũ trang nhân dân Việt Nam (s. 1914)
- 16 tháng 7: John Fitzgerald Kennedy Jr., luật gia Mỹ, nhà xuất bản (s. 1960)
- 23 tháng 7: Hassan II, vua của Maroc (1961–1999) (s. 1929)
- 24 tháng 7: Lê Quang Đạo, Chủ tịch Quốc hội  Việt Nam (s.1921)
- 27 tháng 7: Trygve Magnus Haavelmo, nhà kinh tế học Na Uy (s. 1911)
- 28 tháng 7: Manfred Schmidt, họa sĩ vẽ tranh cho truyện comic (s. 1913)

### Tháng 8
- 4 tháng 8: Victor Mature, diễn viên phim Mỹ (s. 1915)
- 10 tháng 8: Albert Mülleder, nghệ sĩ đàn ống Áo (s. 1961)
- 11 tháng 8: Hendrick R. Chin A Sen, tổng thống của Suriname (s. 1934)
- 17 tháng 8: Reiner Klimke, chính khách Đức (s. 1936)
- 17 tháng 8: Eberhard Cohrs, diễn viên Đức (s. 1921)
- 18 tháng 8: Alfred Bickel, cầu thủ bóng đá Thụy Sĩ, huấn luyện viên (s. 1918)
- 21 tháng 8: Erwin Hegemann, nghệ nhân Đức (s. 1924)
- 22 tháng 8: Sheila Och, nhà văn nữ (s. 1940)
- 23 tháng 8: James White, tác giả (s. 1928)
- 25 tháng 8: Georg Thomalla, diễn viên Đức (s. 1915)
- 27 tháng 8: Hélder Câmara, tổng Giám mục (s. 1909)
- 29 tháng 8: Emeline Hill Richardson, nhà nữ khảo cổ học Mỹ (s. 1910)

### Tháng 9
- 1 tháng 9: Richard Stevens, tác giả sách chuyên môn về Unix (s. 1951)
- 4 tháng 9: Gertrud Heinzelmann, nữ luật gia Thụy Sĩ, nữ thần học Công giáo (s. 1914)
- 7 tháng 9: Thierry Claveyrolat, tay đua xe đạp Pháp (s. 1959)
- 8 tháng 9: Moondog, nhà soạn nhạc Mỹ (s. 1916)
- 13 tháng 9: Benjamin Bloom, giáo sư đại học Mỹ (s. 1913)
- 14 tháng 9: Attila Bozay, nhà soạn nhạc Hungary (s. 1939)
- 14 tháng 9: André Kostolany, nhà báo, nhà văn Mỹ (s. 1906)
- 15 tháng 9: Horst Ludwig Meyer, thành viên RAF (s. 1956)
- 18 tháng 9: Dieter Diekmann, chính khách Đức (s. 1939)
- 20 tháng 9: Willy Millowitsch, diễn viên sân khấu Đức (s. 1909)
- 22 tháng 9: George C. Scott, diễn viên Mỹ, đạo diễn phim, nhà sản xuất (s. 1927)
- 29 tháng 9: Johannes Gross, nhà xuất bản Đức, nhà báo (s. 1932)

### Tháng 10
- 10 tháng 10: Leo Lionni, nghệ sĩ tạo hình, họa sĩ, tác giả (s. 1910)
- 11 tháng 10: Fakir Baykurt, nhà sư phạm Thổ Nhĩ Kỳ, nhà văn (s. 1929)
- 12 tháng 10: Wilt Chamberlain, cầu thủ bóng rổ Mỹ (s. 1936)
- 12 tháng 10: Udo Steinke, nhà văn tiếng Đức (s. 1942)
- 14 tháng 10: Julius Nyerere, chính khách (s. 1922)
- 17 tháng 10: Franz Peter Wirth, đạo diễn phim Đức (s. 1919)
- 18 tháng 10: Herbert Heckmann, nhà văn Đức (s. 1930)
- 19 tháng 10: Ottfried Hennig, chính khách Đức (s. 1937)
- 21 tháng 10: John Bromwich, vận động viên quần vợt Úc (s. 1918)
- 21 tháng 10: Horst Krüger, nhà văn Đức (s. 1919)
- 25 tháng 10: Payne Stewart, người chơi golf Mỹ (s. 1957)
- 26 tháng 10: Rex Gildo, nam ca sĩ Đức, diễn viên (s. 1936)
- 26 tháng 10: Hoyt Axton, nhạc sĩ nhạc đồng quê Mỹ (s. 1938)
- 27 tháng 10: Robert L. Mills, nhà vật lý học Mỹ (s. 1927)
- 27 tháng 10: Rafael Alberti, thi sĩ Tây Ban Nha (s. 1902)
- 30 tháng 10: Detlev Meyer, thi sĩ Đức (s. 1950)

### Tháng 11
- 5 tháng 11: James Goldstone, đạo diễn phim Mỹ, nhà sản xuất phim, tác giả kịch bản (s. 1931)
- 8 tháng 11: Leon Štukelj, huy chương Thế Vận Hội (s. 1898)
- 11 tháng 11: Vivian Fuchs, nhà địa chất Anh (s. 1908)
- 16 tháng 11: Daniel Nathans, nhà hóa sinh Mỹ, nhận Giải thưởng Nobel (s. 1928)
- 18 tháng 11: Paul Bowles, nhà văn Mỹ, nhà soạn nhạc (s. 1910)
- 20 tháng 11: Amintore Fanfani, chính khách Ý, thủ tướng (s. 1908)
- 22 tháng 11: Ibrahim Böhme, chính khách Đức (s. 1944)
- 25 tháng 11: Pierre Bézier, kĩ sư Pháp (s. 1910)
- 30 tháng 11: Ulrich Wildgruber, diễn viên Đức (s. 1937)

### Tháng 12
- 5 tháng 12: Ella Büchi, nữ diễn viên Thụy Sĩ (s. 1929)
- 10 tháng 12: Joseph Heller, nhà văn Mỹ (s. 1923)
- 13 tháng 12: Ian Watt, nhà phê bình văn học Anh (s. 1917)
- 17 tháng 12: Paolo Dezza, Hồng y Giáo chủ Ý (s. 1901)
- 18 tháng 12: Robert Bresson, đạo diễn phim Pháp (s. 1901)
- 19 tháng 12: Desmond Llewelyn, diễn viên Anh (s. 1914)
- 20 tháng 12: Erich Arp, chính khách Đức (s. 1909)
- 20 tháng 12: Hank Snow, ca sĩ nhạc country Canada (s. 1914)
- 24 tháng 12: Maurice Couve de Murville, chính khách Pháp (s. 1907)
- 26 tháng 12: Shankar Dayal Sharma, chính khách Ấn Độ, tổng thống (s. 1918)
- 30 tháng 12: Peter Caesar, chính khách Đức (s. 1939)

## Giải thưởng Nobel
- Hóa học - Ahmed H. Zewail
- Văn học - Günter Grass
- Hòa bình - Tổ chức Thầy thuốc Không biên giới (Médecins Sans Frontières)
- Vật lý - Gerardus 't Hooft, Martinus J.G. Veltman
- Y học - Günter Blobel
- Kinh tế - Robert Mundell